# Vernon Ellis Cosslett
Vernon Ellis Cosslett (* 16. Juni 1908 in Cirencester; † 21. November 1990) war ein britischer Physiker, bekannt für Beiträge zur Elektronenmikroskopie.
Cosslett war der Sohn eines walisischen Möbeltischlers. Er wuchs in Cirencester auf und studierte an der Universität Bristol, am Kaiser-Wilhelm-Institut in Berlin-Dahlem und am University College London. Nach seiner Promotion 1932 forschte er an der Universität Bristol und war von 1935 bis 1939 am Faraday House Engineering College in London und lehrte in Teilzeit am Birkbeck College der Universität London. Von 1939 bis 1941 forschte er an der Universität London und lehrte gleichzeitig an der Universität Oxford, an der er von 1941 bis 1946 am Oxford Electrical Laboratory  als Lecturer für Physik war. Danach war er bei William Lawrence Bragg am Cavendish Laboratory der Universität Cambridge und gründete dort 1946 die Gruppe für Elektronenmikroskopie und war Gründungsmitglied der Elektronenmikroskopie-Gruppe am Institute of Physics. 
Neben seiner Forschung in der Elektronenmikroskopie (Elektronenmikroskope hoher Spannung und Auflösung von 2,5 Angström, Elektronenstrahlmikroanalyse) und Röntgenmikroskopie war er auch wesentlich an der internationalen Organisation in der vorher durch den Zweiten Weltkrieg getrennten Forschung zur Elektronenmikroskopie beteiligt und an der Etablierung der Elektronenmikroskopie in Großbritannien. Er war 1954 Gründungsmitglied und erster Sekretär der International Federation of Electron Microscope Societies (IFSEM) und von 1972 bis 1975 deren Präsident.
Von 1961 bis 1963 war er Präsident der Royal Microscopical Society und sorgte gegen innere Widerstände für die Gründung einer Abteilung für Elektronenmikroskopie.
1963 wurde er Ehrendoktor der Universität Tübingen und 1974 der Universität Göteborg. 1972 wurde er Fellow der Royal Society, deren Royal Medal er 1979 erhielt. 1971 erhielt er die Duddell Medal und 1984 die Röntgen-Plakette.
In der Zeit vor und während des Zweiten Weltkriegs war er insgeheim Mitglied der kommunistischen Partei und er half wegen der Verfolgung auf dem Kontinent nach Großbritannien emigrierten Wissenschaftlern.